# Černíkovice (district de Rychnov nad Kněžnou)
Pour les articles homonymes, voir Černíkovice.
Černíkovice (en allemand : Tschernikowitz) est une commune du district de Rychnov nad Kněžnou, dans la région de Hradec Králové, en République tchèque. Sa population s'élevait à 798 habitants en 2022.

## Géographie
Černíkovice se trouve à 6 km au nord-ouest de Rychnov nad Kněžnou, à 28 km à l'est de Hradec Králové et à 127 km à l'est-nord-est de Prague.
La commune est limitée par Byzhradec au nord, par Solnice à l'est, par Rychnov nad Kněžnou au sud-est, par Třebešov au sud, par Lično au sud-ouest et par Voděrady à l'ouest.

## Histoire
La première mention écrite de la localité date de 1369.

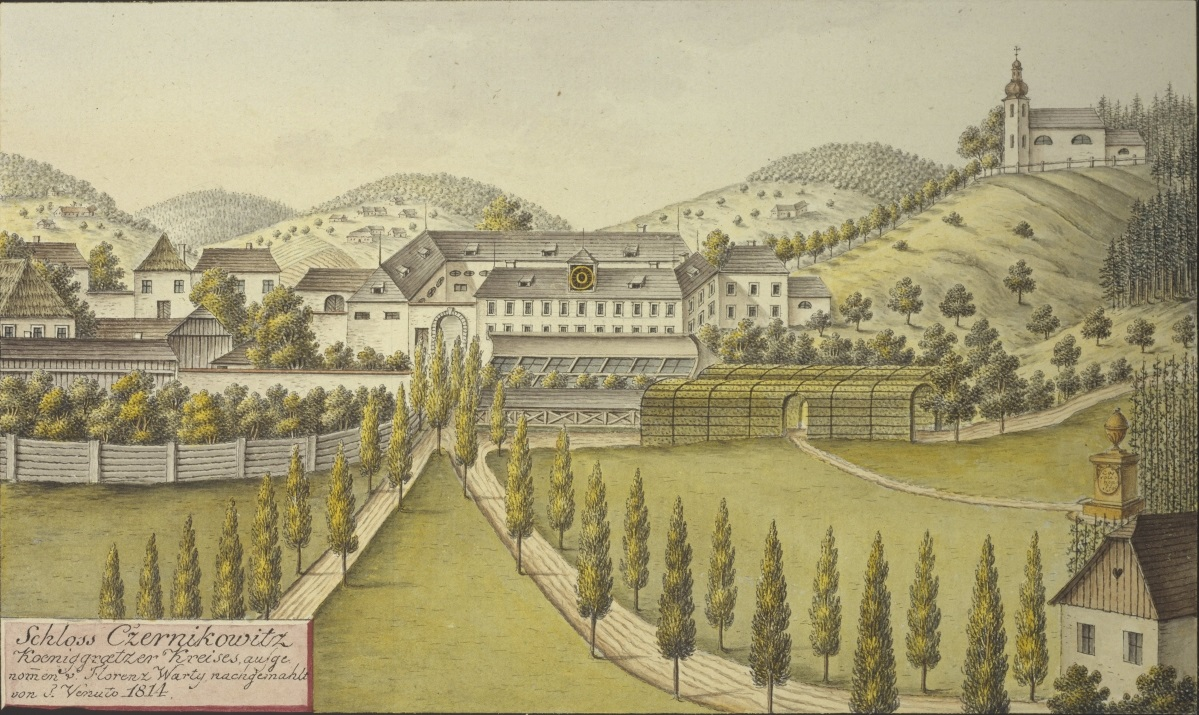
Château de Černíkovice en 1814, par Joann Venuto.

## Administration
La commune se compose de deux sections :
- Černíkovice
- Domašín

## Galerie

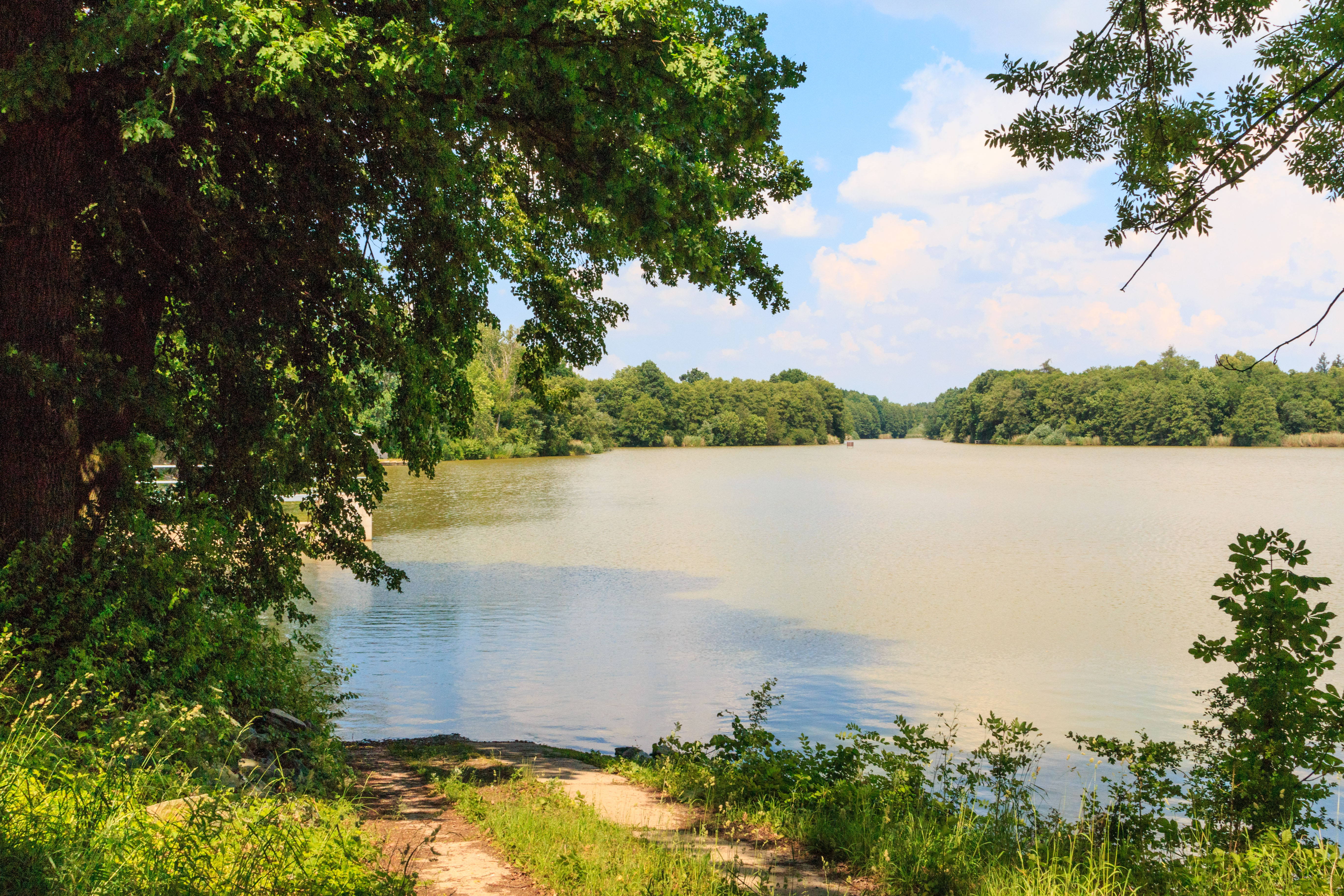
Étang de Černíkovický.
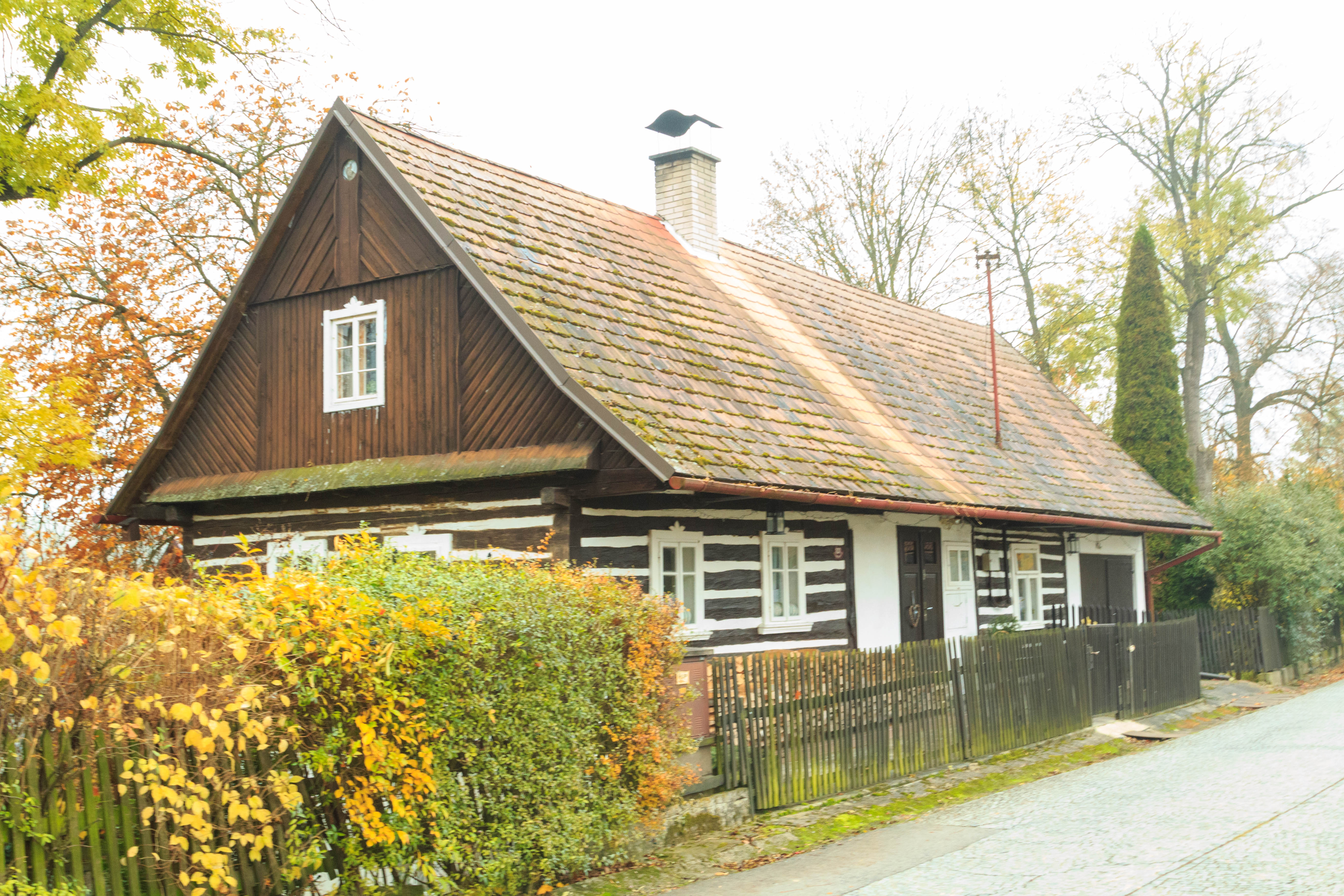
Maison à Černíkovice.

## Transports
Par la route, Černíkovice se trouve à 7,5 km de Rychnov nad Kněžnou, à 37 km de Hradec Králové et à 154 km de Prague. 